# Conde de Santiago de Beduído
O título de Conde de Santiago de Beduído foi criado por carta de 12 de Novembro de 1667 do rei D. Afonso VI de Portugal a favor de Lourenço de Sousa e Menezes, 3º Comendador de Santiago de Beduído na sua família.

## Titulares
1. Lourenço de Sousa e Menezes
2. Aleixo de Sousa da Silva e Menezes
3. Lourenço de Sousa da Silva
4. Nuno Aleixo de Sousa da Silva
5. António de Carvalho Melo e Daun de Albuquerque e Lorena, 6º marquês de Pombal
6. Joaquim de Carvalho Daun e Lorena
7. Sebastião José de Carvalho Daun e Lorena, 8º marquês de Pombal
Com a implantação da República e o fim do sistema nobiliárquico, tornaram-se pretendentes D. Manuel Sebastião de Almeida de Carvalho Daun e Lorena (1930-) e D. Pedro de Carvalho Daun e Lorena (1956-).